# Бойко, Вадим Анатольевич (политик)
Вадим Анатольевич Бойко (род. 30 ноября 1965, Краснодар) — российский политик, депутат Государственной Думы I созыва.

## Краткая биография
Родился 30 ноября 1965 года в Краснодаре, СССР.
Окончил Сочинскую среднюю школу N8.
В период с 1982 по 1986 год обучался в Львовском высшем военном институте по специальности «военная журналистика».
Был членом КПСС, но позже из неё вышел.
В 1993 году был избран депутатом Государственной Думы первого созыва от избирательного округа 1045 (Туапсинский — Краснодарский край). В Думе не входил ни в одну из фракций. Являлся членом комитета ГД по делам национальностей.